# Aurel Meinhold
Aurel Immanuel Meinhold (* 26. August 1829 in Krummin, Usedom; † 14. Januar 1873 in Hochkirch bei Gramschütz, Niederschlesien) war ein deutscher Priester und Schriftsteller.

## Leben

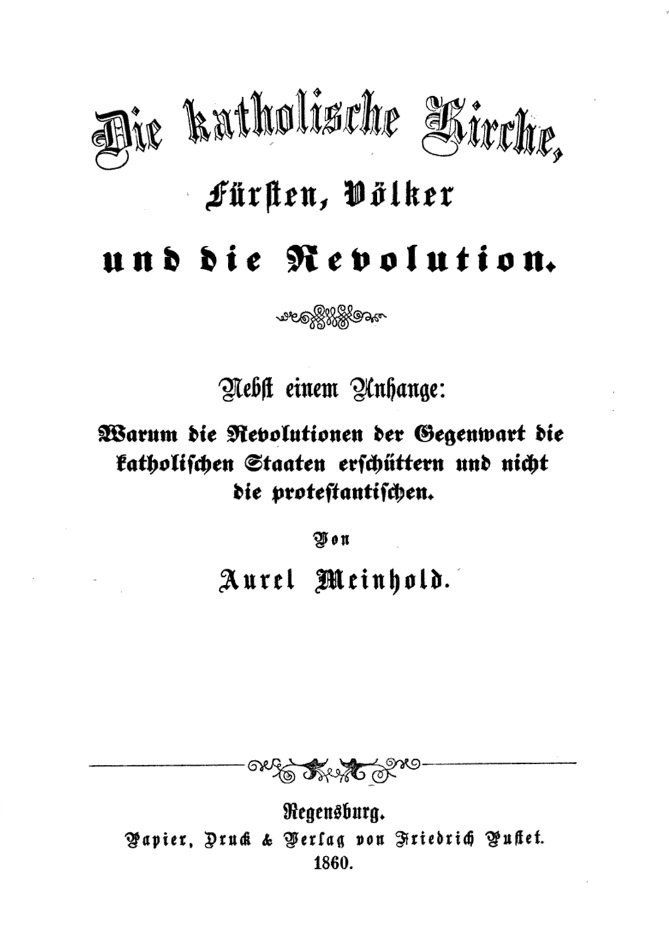
Die katholische Kirche, Fürsten, Völker und die Revolution (1860)

Aurel Meinhold war ein Sohn des evangelischen Pfarrers und Schriftstellers Wilhelm Meinhold (1797–1851). Den Elementarunterricht erhielt er vom Vater und von Hauslehrern. Die Hochschulreife erwarb er am Gymnasium Stralsund und am Collegium Groeningianum in Stargard. 1849 immatrikulierte er sich an der Schlesischen Friedrich-Wilhelms-Universität für Philosophie. 1850 wurde er im Corps Borussia Breslau aktiv. Bald danach, noch zu Lebzeiten des Vaters, der sich selbst zuletzt dem Katholizismus angenähert hatte, konvertierte er zur katholischen Kirche. Er studierte katholische Theologie und empfing am 9. Juli 1853 die Priesterweihe. Er wurde Kaplan in Ottmachau und danach Lokalist an der ehemaligen Dominikanerkirche in der Friedrichsstadt von Neiße. Schließlich kam er als Pfarrer an die Pfarr- und Wallfahrtskirche in Hochkirch. Dort starb er 43-jährig.
Meinhold vollendete den Roman seines Vaters Der getreue Ritter Sigismund Hager von und zu Altensteig (1858) und schrieb den Roman Das Kreuz von Vineta mit nordischen Sagenmotiven (1870). Außerdem beteiligte er sich mit zwei Abhandlungen am zeitgenössischen Diskurs über Kirche, Revolution und Nationalismus (Die katholische Kirche, Fürsten, Völker und die Revolution, 1860; Das Nationalitäts-Princip, 1862).

## Zitate
„Die überall ähnlichen Anklänge des nationalen Lebens, die Gleichheit der Ideen, der christlichen Bildung und Gesittung, die gegenseitige fortdauernde Circulation des öffentlichen, socialen und kirchlichen Lebens, (wie sie insonderheit durch die Concilien, Universitäten und politischen Congresse herbeigeführt wurde), trugen, wie vorbewiesen, zu der gegenseitigen Verschmelzung der Nationalitäten ein Wesentliches bei.
Hierzu ist nun insonderheit im Laufe der letzten Jahrzehnte durch die Erleichterung des Verkehres und die Ausdehnung des Handels und der Industrie, eine um so schnellere Wechselverbindung der Völker eingetreten; unter den Rädern der Dampfwagen verrinnen die nationalen Grenzen, und nur die Sprachen fast allein noch lassen die gegenseitigen Unterschiede merken.
[…]
Während die Völker des Alterthums mit allen Fasern des Lebens an den Heerd des Vaterlandes geknüpft waren, über dessen Horizont hinaus die Welt ihn abgrenzte, sind die Völker des civilisirten Europa durch hundertfache Bande an einander gekettet und in ihren Interessen wechselseitig verflochten.
Wir erinnern an den öffentlichen Weltmarkt, an die gegenseitigen, solidarischen Wechselzüge der Papiere, an die Zollverbindungen der Staaten, an das Durcheinanderfluthen der Völkermassen in Handel, Industrie und Gewerbe.
[…]
Die Nationalitäten der Zukunft sind vorweg dem Untergange geweihet; denn wo die nationale Begeisterung nicht von der Religion getragen wird, ist sie Nichts als ein momentaner Rausch, der mit Jammer endet.“